# Nikolái Figner

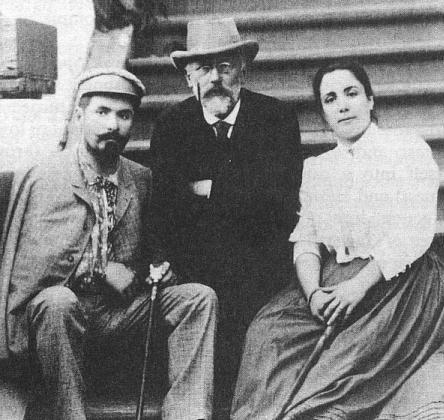
Chaikovski junto a Medea y Nikolái Figner

Nikolái Nikoláievich Figner (Nikíforovо, gobernación de Kazán, Imperio ruso; 9 de febrero de 1857- Kiev, República Popular Ucraniana, 13 de diciembre de 1918) fue un tenor ruso, hermano menor de la famosa revolucionaria naródnik Vera Figner (1852-1942). Junto a su esposa Medea Figner formaron una célebre pareja en la ópera rusa de la época para quienes Chaikovski compuso óperas.

## Biografía
Se unió a la Marina Rusa donde llegó a ser teniente retirándose en 1881 para estudiar canto en el Conservatorio de San Petersburgo con Vasili Samus, I. P. Pryánishnikova y Camille Everardi  Viajó a Italia donde debutó en Nápoles en Filemón y Baucis de Charles Gounod en 1882. Estudió también con el famoso profesor Francesco Lamperti. 
Cantó en Madrid, Bucarest y Londres (Covent Garden).  Hizo giras por Suramérica y en 1886, en Turín, cantó en el estreno mundial de Edmea de Alfredo Catalani con Arturo Toscanini
Otros papeles que cantó fueron Arnold en Guillermo Tell de Rossini, el duque en Rigoletto de Verdi  y Carlo en Linda di Chamounix de Donizetti. Cantó en óperas de Aleksandr Borodín (Vladímir en El príncipe Ígor), Aleksandr Dargomyzhski (el príncipe en Rusalka), y Antón Rubinstein (Sinodal en El demonio). 
En 1887, conoció a la mezzosoprano y luego soprano florentina Medea Mei (luego Medea Mei-Figner)  con quien entabló una relación amorosa y un dúo artístico que se haría célebre. La aclamación a sus interpretaciones como Don José y Carmen en la ópera Carmen de Bizet suscitaron entusiasmo inusitado en la corte rusa.
Muy apreciados por Chaikovski, estrenaron La dama de picas (compuesta para sus voces),  Iolanta, y cantaron también Eugenio Onegin además de Aída, Werther, Otello, Tosca y otras.
Se divorciaron en 1904 y él se retiró a enseñar al Conservatorio de Kiev, perdió todas sus posesiones durante la Revolución rusa de 1917 y murió en la miseria.